# Ganglio superior del nervio glosofaríngeo
El ganglio superior del nervio glosofaríngeo es un ganglio sensorial del sistema nervioso periférico. Se encuentra dentro del foramen yugular donde el nervio glosofaríngeo sale del cráneo. Es más pequeño que el ganglio inferior del nervio glosofaríngeo y está por encima de él.
Las neuronas del ganglio superior del nervio glosofaríngeo proporcionan inervación sensorial al oído medio y a la superficie interna de la membrana timpánica. Los axones de estas neuronas se ramifican desde el nervio glosofaríngeo a nivel del ganglio inferior y forman el nervio timpánico junto con los axones parasimpáticos preganglionares de los núcleo salivatorio inferior. El nervio timpánico viaja entonces a través del canalículo timpánico inferior hasta la cavidad timpánica formando el plexo timpánico. Desde aquí los axones sensoriales proporcionan la inervación del oído medio y la superficie interna de la membrana timpánica. Los axones parasimpáticos se ramifican desde el plexo timpánico como el nervio petroso menor en su camino hacia el ganglio ótico. 
Los procesos centrales de las neuronas del ganglio superior del nervio glosofaríngeo hacen sinapsis en el núcleo trigeminal espinal.